# Dicaeum minullum
A Dicaeum minullum a madarak osztályának verébalakúak (Passeriformes) rendjébe és a virágjárófélék (Dicaeidae) családjába tartozó faj.

## Rendszerezése
A fajt Robert Swinhoe angol ornitológus írta le 1870-ben.

## Alfajai
- Dicaeum minullum borneanum Lonnberg, 1925
- Dicaeum minullum minullum Swinhoe, 1870
- Dicaeum minullum olivaceum Walden, 1875
- Dicaeum minullum sollicitans Hartert, 1901
- Dicaeum minullum uchidai Kuroda, 1920[2]

## Előfordulása
Banglades, Bhután, Brunei, Kambodzsa, Kína, Hongkong, India, Indonézia, Laosz, Malajzia, Mianmar, Nepál, Szingapúr, Tajvan, Thaiföld és Vietnám területén honos. 
Természetes élőhelyei a szubtrópusi és trópusi síkvidéki és hegyi esőerdők, valamint ültetvények, szántóföldek és vidéki kertek. Állandó, nem vonuló faj.

## Megjelenése
Testhossza 9 centiméter, testtömege 4-6 gramm.

## Életmódja
Rovarokkal, pókokkal, gyümölcsökkel és nektárral táplálkozik.

## Természetvédelmi helyzete
Az elterjedési területe rendkívül nagy, egyedszáma pedig stabil. A Természetvédelmi Világszövetség Vörös listáján nem fenyegetett fajként szerepel.